# Gyula Illyés
Gyula Illyés (Sárszentlőrinc, 2 novembre 1902 – Budapest, 15 aprile 1983) è stato uno scrittore ungherese.

## Biografia
Nel 1919 abbandonò gli studi universitari per unirsi all'Armata rossa, ma dopo la caduta della Repubblica sovietica ungherese fu costretto a rifugiarsi dapprima a Vienna e successivamente a Parigi, dove ha conosciuto André Breton, Tristan Tzara, Louis Aragon, per poi rimpatriare nel 1926.
Illyés si avvicinò alla letteratura collaborando con la rivista letteraria Nyugat, pubblicazione che influenzò e guidò in Ungheria la letteratura moderna.
Le sue opere sono di vario genere, dal realismo alla satira, e la critica letteraria definisce Illyés come un importante esponente del movimento letterario populista.
Tra le sue opere principali si possono citareː Gente delle steppe (1936), I magiari, Stivali sul tavolo (1941), Tutte le poesie 
(1947), Unni a Parigi (1946), Fratelli (1972).
Ricorrenti sono i versi relativi alla condizione contadina, alla tradizione popolare, alla nostalgia per l'infanzia ed alla missione sociale di poeta.
(Gyula Illyés)
Nel 1970 vinse il Premio Herder.

## Opere

### Poesie
- Nehéz föld, (1928);
- Sarjúrendek, (1931);
- Három öreg, (1932);
- Hősökről beszélek, (1933);
- Ifjúság, (1934);
- Szálló egek alatt, (1935);
- Rend a romokban, (1937);
- Külön világban, (1939);
- Egy év, (1945);
- Szembenézve, (1947);
- Két kéz, (1950);
- Kézfogások, (1956);
- Új versek, (1961);
- Dőlt vitorla, (1965);
- Fekete-fehér, (1968);
- Minden lehet, (1973);
- Különös testamentum, (1977);
- La vela inclinata, tradotto e presentato da Umberto Albini, introduzione di Giovanni Raboni, Genova, Edizioni San Marco dei Giustiniani, 1980.
- Közügy, (1981);
- Táviratok, (1982);
- A Semmi közelit, (1983).

### Prosa
- Oroszország, (1934);
- Petőfi, (1936);
- Puszták népe, (1936);
- Magyarok, (1938);
- Ki a magyar?, (1939);
- Lélek és kenyér, (1939);
- Csizma az asztalon, (1941);
- Kora tavasz, (1941);
- Mint a darvak, (1942);
- Hunok Párisban, (1946);
- Franciaországi változatok, (1947);
- Hetvenhét magyar népmese, (1953);
- Balaton, (1962);
- Ebéd a kastélyban, (1962);
- Petőfi Sándor, (1963);
- Ingyen lakoma, (1964);
- Szives kalauz, (1966);
- Kháron ladikján, (1969);
- Hajszálgyökerek, (1971);
- Beatrice apródjai, (1979):
- Naplójegyzetek, (1987–1995).

### Teatro
- A tü foka, (1944);
- Lélekbúvár, (1948);
- Ozorai példa, (1952);
- Fáklyaláng, (1953);
- Dózsa György, (1956);
- Kegyenc, (1963);
- Különc, (1963);
- Tiszták, (1971).